# ريو مياكي
ريو مياكي (باليابانية: 三宅諒؛ بالكانا: みやけ りょう) هو مبارز بالسيف ياباني، ولد في 24 ديسمبر 1990 في ايشيكاوا في اليابان.

## وصلات خارجية
- ريو مياكي على موقع الاتحاد الدولي للمبارزة (الإنجليزية)
- ريو مياكي على موقع أوليمبيديا (الإنجليزية)